# Petr Záhrobský
Petr Záhrobský (Jilemnice, 30 novembre 1980) è un ex sciatore alpino ceco specialista soprattutto di supergigante e slalom gigante.
È fratello di Šárka, anche lei sciatrice alpina di alto livello.

## Biografia

### Stagioni 1996-2007
Attivo in gare FIS dal dicembre del 1995, Záhrobský esordì in Coppa Europa il 9 febbraio 2000 a Sella Nevea in slalom gigante e in Coppa del Mondo il 29 ottobre successivo a Sölden nella medesima specialità, in entrambi i casi senza qualificarsi per la seconda manche. Debuttò ai Campionati mondiali a Sankt Anton am Arlberg 2001, dove non completò lo slalom gigante, e ai Giochi olimpici invernali a Salt Lake City 2002, dove si piazzò 24º nel supergigante e 31º nello slalom gigante.
Ai Mondiali di Sankt Moritz 2003 si classificò 33º nel supergigante, 31º nello slalom gigante e 21º nella combinata, mentre nella successiva rassegna iridata di Bormio/Santa Caterina Valfurva 2005 fu 35º nel supergigante e 31º nello slalom gigante. L'anno dopo ai XX Giochi olimpici invernali di Torino 2006 si piazzò 30º nella discesa libera, 32º nel supergigante e non completò lo slalom gigante. Ai Mondiali di Åre 2007 si classificò 37º nella discesa libera, 32º nello slalom gigante, 26º nella supercombinata e non completò il supergigante.

### Stagioni 2008-2012
Il 1º febbraio 2008 ottenne a Chamonix in discesa libera il primo podio in Coppa Europa (2º) e il 4 dicembre dello stesso anno ottenne a Reiteralm in supergigante la prima vittoria in Coppa Europa; in quella stagione 2008-2009 vinse tutti i cinque supergiganti previsti nel trofeo continentale, risultati che gli permisero di vincere la classifica di specialità e di arrivare 3º in quella generale. A livello di Coppa del Mondo conquistò i primi punti sempre nel 2008-2009 quando, il 19 dicembre, arrivò 30º nel supergigante della Val Gardena.
Ai Mondiali di Val-d'Isère 2009 si classificò 24º nella discesa libera, 27º nel supergigante e non completò la supercombinata e il 19 dicembre dello stesso anno conquistò in Val Gardena in discesa libera il suo miglior piazzamento in Coppa del Mondo (21º). Ai XXI Giochi olimpici invernali di Vancouver 2010, suo congedo olimpico, si piazzò 36º nella discesa libera e 34º nel supergigante. Ai Mondiali di Garmisch-Partenkirchen 2011, sua ultima presenza iridata, non completò il supergigante e il 18 marzo dello stesso anno ottenne a Formigal in discesa libera l'ultima vittoria, nonché ultimo podio, in Coppa Europa. Prese per l'ultima volta il via in Coppa del Mondo il 5 febbraio 2011 a Hinterstoder in supergigante, senza completare la gara e si ritirò al termine della stagione 2011-2012; la sua ultima gara fu la supercombinata dei Campionati cechi 2012, il 22 marzo a Špindlerův Mlýn, chiusa da Záhrobský al 21º posto.

## Palmarès

### Coppa del Mondo
- Miglior piazzamento in classifica generale: 122º nel 2010

### Coppa Europa
- Miglior piazzamento in classifica generale: 3º nel 2009
- Vincitore della classifica di supergigante nel 2009 e nel 2010
- 11 podi:
  - 7 vittorie
  - 2 secondi posti
  - 2 terzi posti

#### Coppa Europa - vittorie
| Data             | Località      | Paese    | Specialità |
| ---------------- | ------------- | -------- | ---------- |
| 4 dicembre 2008  | Reiteralm     | Austria  | SG         |
| 30 gennaio 2009  | Les Orres     | Francia  | SG         |
| 13 febbraio 2009 | Sarentino     | Italia   | SG         |
| 26 febbraio 2009 | Tarvisio      | Italia   | SG         |
| 12 marzo 2009    | Crans-Montana | Svizzera | SG         |
| 10 novembre 2009 | Reiteralm     | Austria  | SG         |
| 18 marzo 2011    | Formigal      | Spagna   | DH         |

Legenda:

DH = discesa libera

SG = supergigante

#### Coppa Europa - gare a squadre
- 1 podio:
  - 1 vittoria

### Campionati cechi
- 15 medaglie[2]:
  - 7 ori (slalom gigante nel 2002; supergigante nel 2003; slalom gigante nel 2005; supergigante nel 2006; slalom gigante nel 2007; slalom gigante nel 2009; supergigante nel 2011)
  - 5 argenti (slalom gigante nel 1998; slalom gigante nel 2004; slalom gigante nel 2006; supergigante nel 2008; supergigante nel 2009)
  - 3 bronzi (supergigante nel 2001; slalom gigante nel 2008; supergigante nel 2012)